# フランツ・カール・フォン・デア・ライエン
フランツ・カール・アントン・フォン・デア・ライエン・ウント・ホーエンゲロルツエック（Franz Carl Anton von der Leyen und zu Hohengeroldseck, 1736年8月26日 - 1775年9月26日）は、ドイツの帝国伯。

## 生涯
帝国伯フリードリヒ・フェルディナント・フォン・デア・ライエンと、その妻マリア・シャルロッテ・アウグステ・フォン・ハッツフェルト（1715年 - 1774年）の間の長男。1760年、父が死ぬと、方々に拡散するライエン家の所領群を治めることになった。居所はトリーア選帝侯領の首都コブレンツにあった。1765年9月15日、マインツ選帝侯領の宮廷顧問官フランツ・ハインリヒ・フォン・ダールベルク男爵の娘マリアンネ・フォン・ダールベルクと結婚。同年、領内に貧民・孤児の保護のための財団を創設した。
1773年コブレンツからブリースカステルに転居し、この町を新しい居城都市とした。ブリースカステルでも貧民・孤児のための救済対策に力を注ぎ、1774年・1775年に孤児院を建設した。この孤児院の建物は、現在ブリースカステル市庁舎として使用されている。1775年、ブリースカステルにフランシスコ会ケルン支部のレコレ派修道院を誘致することに成功した。同年9月にチフスに罹患し急死。遺骸はブリースカステル宮廷教会に安置された。

## 子女
妻との間に1男2女。
- フィリップ・フランツ・ヴィルヘルム・イグナーツ・ペーター（1766年 - 1829年） - ライエン侯
- シャルロッテ・マリア・アンナ・ゾフィー・ヴァルプルギス（1768年 - 1832年） - 1799年エメリッヒ・フォン・シュタディオン伯爵と結婚
- マリー・ゾフィー・アントイネッテ・シャルロッテ・クラーラ（1769年 - 1834年） - 1789年フランツ・フィリップ・フォン・シェーンボルン＝ブーフハイム伯爵と結婚

## 引用
1. ↑  Biografie von Franz Karl von der Leyen Auf: www.saarland-biografien.de